# Weryna
Weryna (zm. 484) – cesarzowa bizantyńska, żona Leona I.

## Życiorys
Została żoną Leona I jeszcze przed jego wstąpieniem na tron. Popierała swojego brata Bazyliskusa. Po śmierci męża odegrała ważną rolę polityczną, pomogła wynieść w 475 swojego brata na tron, lecz w 476 cofnęła poparcie dla niego. Na skutek konfliktu z Illusem została usunięta z dworu. W 484 sprzymierzyła się z nim w buncie przeciwko cesarzowi Zenonowi. Koronowała w 484 w Tarsie Leoncjusza I na cesarza. Po klęsce wojsk Illusa udała się wraz z nim do twierdzy Papirios, gdzie zmarła w czasie oblężenia. Jej dziećmi byli: Ariadna (450/455-515), Leontia (457/458-484) i Leon (IV-IX 463).